# Бене (Корез)
Бене (фр. Benayes) насеље је и општина у централној Француској у региону Лимузен, у департману Корез која припада префектури Бриве ла Гајар.
По подацима из 2011. године у општини је живело 260 становника, а густина насељености је износила 11,25 становника/km². Општина се простире на површини од 23,12 km². Налази се на средњој надморској висини од 460 метара (максималној 479 m, а минималној 333 m).

## Демографија
| 1962. | 1968. | 1975. | 1982. | 1990. | 1999. | 2011. |
| ----- | ----- | ----- | ----- | ----- | ----- | ----- |
| 394   | 472   | 412   | 365   | 310   | 288   | 260   |

График промене броја становника у току последњих година